# Barbara Kopple
Barbara Kopple (Nueva York, 30 de julio de 1946) es una cineasta estadounidense, activa principalmente en el mundo de los documentales. Ganó dos Premios Óscar, el primero en 1976 por Harlan County, USA y el segundo en 1991 por American Dream.

## Carrera
Además de las mencionadas y laureadas películas, Kopple también dirigió Bearing Witness, un documental de 2005 sobre cinco mujeres periodistas atrapadas en la zona de combate durante la guerra en Irak. Ha trabajado también en documentales de personalidades como Gregory Peck, Mike Tyson, Woody Allen y Mariel Hemingway. Acompañó en una gira a la agrupación Dixie Chicks para realizar un documental sobre la cantante Natalie Maines. La película, titulada Shut Up and Sing, debutó en el Festival Internacional de Cine de Toronto y ganó varios premios en otros importantes eventos de cine alrededor del mundo.
Kopple ha dirigido episodios de series de televisión como Homicide: Life on the Street y Oz, ganando un premio del Sindicato de Directores por la primera.

## Filmografía
- 1972: Winter Soldier[4]
- 1976: Harlan County, USA
- 1981: Keeping On
- 1990: American Dream
- 1992: Beyond JFK: The Question of Conspiracy
- 1993: Fallen Champ: The Untold Story of Mike Tyson
- 1994: Century of Women: Sexuality and Social Justice
- 1994: Century of Women: Work and Family
- 1997: Homicide: Life on the Street
- 1997: Wild Man Blues
- 1998: Homicide: Life on the Street - Pit Bull Sessions
- 1999: A Conversation with Gregory Peck
- 1999: Homicide: Life on the Street - Self Defense
- 2000: My Generation
- 2002: American Standoff
- 2002: The Hamptons
- 2004: Bearing Witness
- 2004: Dance Cuba: Dreams of Flight
- 2004: WMD: Weapons of Mass Deception
- 2005: Havoc
- 2006: Shut Up & Sing
- 2010: 30 for 30: The House of Steinbrenner
- 2011: Gunfight
- 2013: Running From Crazy
- 2015: Miss Sharon Jones!
- 2016: Gigi Gorgeous: This is Everything
- 2017: A Murder in Mansfield
- 2018: New Homeland
- 2019: Desert One[5]

## Premios y distinciones
Premios Óscar
| Año  | Categoría              | Película           | Resultado |
| ---- | ---------------------- | ------------------ | --------- |
| 1977 | Mejor largo documental | Harlan County, USA | Ganadora  |
| 1991 | Mejor largo documental | American Dream     | Ganadora  |